# Ordinary Love
Ordinary Love è un singolo del gruppo musicale irlandese U2, estratto dalla colonna sonora del film Mandela - La lunga strada verso la libertà (Long Walk to Freedom) e pubblicato il 29 novembre 2013.
Nel 2014 il brano ha vinto il Golden Globe per la migliore canzone originale, ricevendo nello stesso anno anche una candidatura agli Oscar come migliore canzone.

## Pubblicazione
Il singolo è stato commercializzato nel formato 10" in edizione limitata; oltre all'omonimo brano, il singolo contiene anche un'inedita versione del brano Breathe dedicata a Nelson Mandela. La copertina è stata disegnata dall'artista irlandese Oliver Jeffers.
Nel 2017 una nuova versione del brano è stata inclusa nell'edizione deluxe del quattordicesimo album del gruppo, Songs of Experience.

## Tracce
1. Ordinary Love – 3:39 (testo: Bono – musica: U2, Brian Burton)
2. Breathe (Mandela Version) – 4:02 (testo: Bono – musica: U2)

## Formazione
Gruppo
- Bono – voce
- The Edge – chitarra, cori
- Adam Clayton – basso
- Larry Mullen Jr. – batteria, cori

Altri musicisti
- Barry Gorey – wurlitzer, sintetizzatore
- Declan Gaffney – sintetizzatore e pianoforte aggiuntivi
- Brian Burton – sintetizzatore e pianoforte aggiuntivi
- Angel Deradoorian – cori aggiuntivi

Produzione
- Danger Mouse – produzione, missaggio
- Declan Gaffney – produzione aggiuntiva, registrazione
- Tom Elmhirst – missaggio
- Ben Baptie – assistenza al missaggio, registrazione aggiuntiva
- "Classy" Joe Visciano – assistenza alla registrazione
- Grant Ransom, Barry Gorey – registrazione aggiuntiva
- Arnie Costa, Scott Sedillo – mastering

## Classifiche

### Classifiche settimanali
| Classifica (2013/14) | Posizione massima |
| -------------------- | ----------------- |
| Austria              | 29                |
| Belgio (Fiandre)     | 14                |
| Belgio (Vallonia)    | 10                |
| Canada               | 29                |
| Danimarca            | 23                |
| Francia              | 21                |
| Germania             | 39                |
| Irlanda              | 13                |
| Italia               | 1                 |
| Paesi Bassi          | 6                 |
| Regno Unito          | 82                |
| Spagna               | 20                |
| Svizzera             | 11                |
| Ungheria             | 4                 |

### Classifiche di fine anno
| Classifica (2014) | Posizione |
| ----------------- | --------- |
| Italia            | 71        |